# Barbie Xu
Barbie Xu (Vereenvoudigd Chinees: 徐熙媛, Xú Xīyuàn) (Taipei, 6 oktober 1976 – Japan, 2 februari 2025) was een Taiwanese actrice, zangeres en televisiepresentatrice.

## Biografie
Ze trad op met de girlsband SOS (Sisters Of Shu), was medepresentatrice van de talkshow 100% Entertainment en kreeg nationale bekendheid door haar rol in de televisieserie Meteor Garden in de rol van Shan Cai.  Ze sprak meerdere talen waaronder Mandarijn, Japans, Koreaans en Engels.
Op 2 februari 2025 overleed zij op 48-jarige leeftijd in Japan tijdens het Chinees Nieuwjaar als gevolg van een longontsteking veroorzaakt door griep.

## Televisieseries
- Corner with Love (2007)
- Phantom Lover (2005)
- Mars
- Say Yes Enterprise (2004)
- A Chinese Ghost Story (2003)
- The Monkey King (2002)
- Meteor Garden II (2002)
- Meteor Garden (2000)

## Langspeelfilms
- My So Called Love (2008)
- Connected (2008)
- Silk (2006)
- The Ghost Inside (2005)